# Moskva-1
 (septembre 2018).
Si vous disposez d'ouvrages ou d'articles de référence ou si vous connaissez des sites web de qualité traitant du thème abordé ici, merci de compléter l'article en donnant les références utiles à sa vérifiabilité et en les liant à la section « Notes et références ».

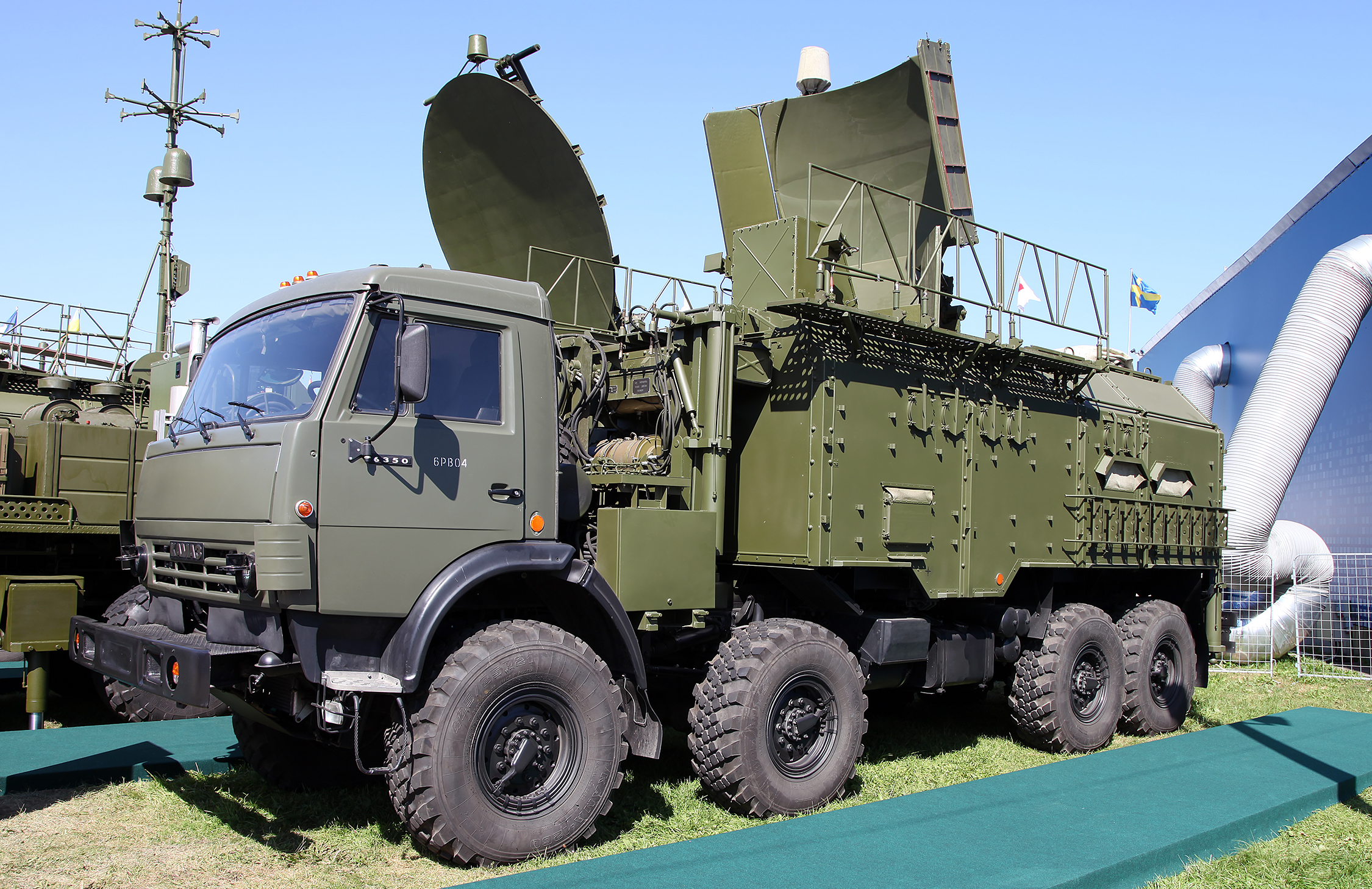
Sur véhicule porteur KamAZ-6350

Le Moskva-1 1L267 est un complexe de guerre électronique créé par le groupe Technologies Radioelectronic Technologies (KRET) de la société d'État Rostekh.

## Description
Le complexe comprend:
- 1L267 : poste de commandement automatisé Moskva-1.
- 1Л265 : le module d'intelligence électronique au 1L267.
- 1L266 : point de contrôle automatisé pour stations de brouillage d'un radar de bord

Le système analyse l’espace aérien et, après avoir détecté les émissions radio de l’ennemi, transfère les données obtenues à la défense aérienne et aux forces aériennes pour neutraliser les cibles. Contrairement aux radars conventionnels, le Moskva-1 fonctionne en mode radar passif. Il capture son propre rayonnement cible, tout en restant invisible pour l’ennemi. Le complexe peut détecter les obus et roquettes ennemis.
Cette station de radar passif permet de voir le rayonnement des avions et des missiles de croisière sur 400 km, de déterminer son type et son degré de menace. Il comprend le module de reconnaissance 1L265E (un véhicule) et d'un centre de contrôle de station de brouillage de radar aérien  1L266 / 1L266E (deux véhicules). Tous les systèmes sont installés sur trois châssis KamAZ en général le KamAZ-3650. La station est capable de fournir une vue circulaire complète. Le système permet d'avoir une vision complète à 360° autour des véhicules.
Le système Moskva-1 peut être déployé en 45 minutes, peut fonctionner dans une plage de température allant de −40 C° à 50 C°. Le système nécessite au minimum quatre personnes pour fonctionner qui sont installées dans le centre de commandement et peuvent de là contrôler jusqu'à neuf systèmes de guerre électroniques ou antiaériens.
Les forces armées russes ont passé un contrat en 2016 pour neuf complexes Moskva-1. La valeur d'un contrat à long terme dépasse 3,5 milliards de roubles.
Il est également utilisé comme radar de contre-furtivité pour détecter un avion furtif mais il est impossible de connaitre sa véritable efficacité contre ces technologies.
À terme, il doit être remplacé par le système Krasukha par le système Divnomorye, dont les essais dans l'armée russe commencent en 2018.

## Historique opérationnel
Le système Moskva-1 est utilisé pendant l'invasion de l'Ukraine par la Russie notamment pour le brouillage des drones. 

## Galerie d'images

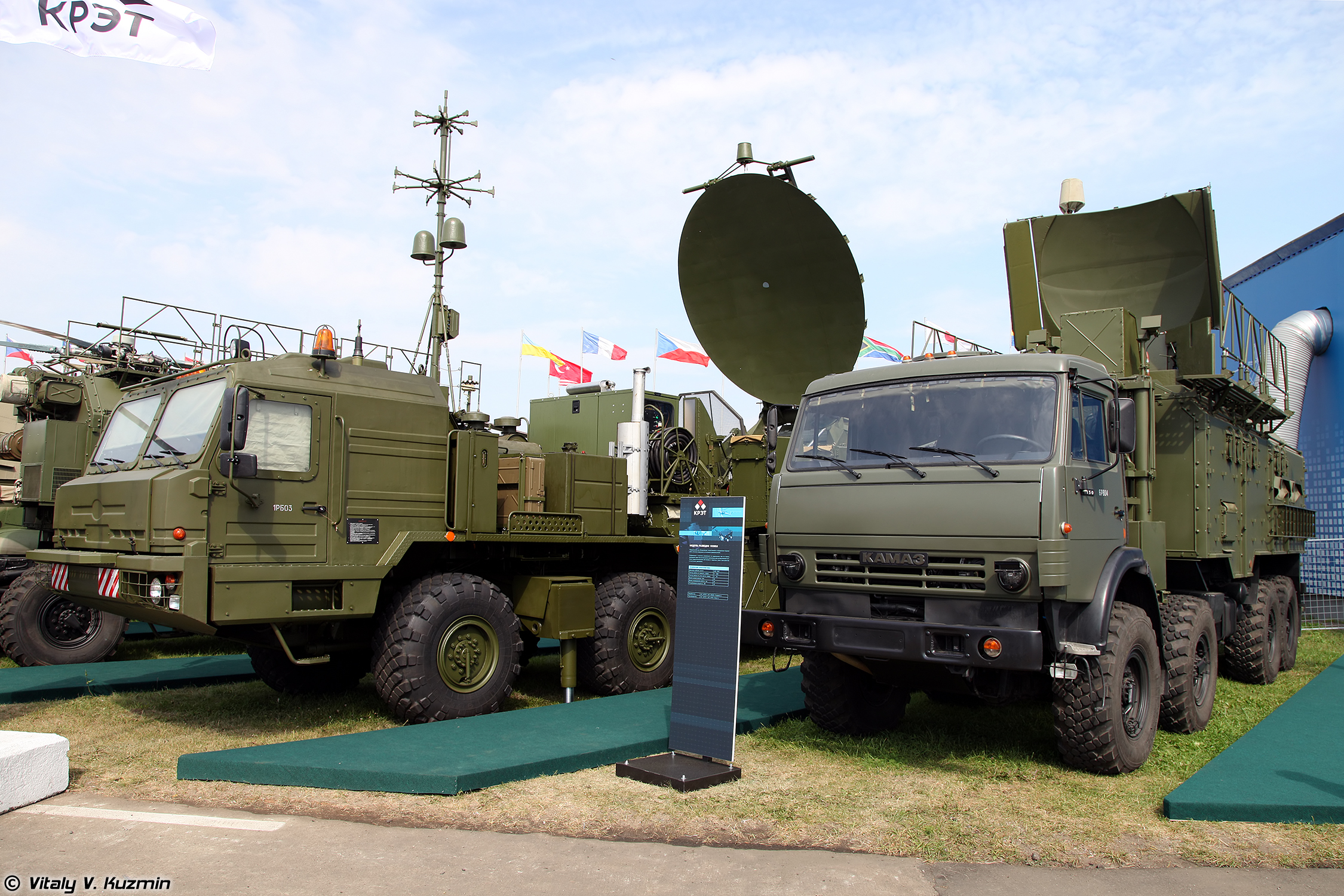
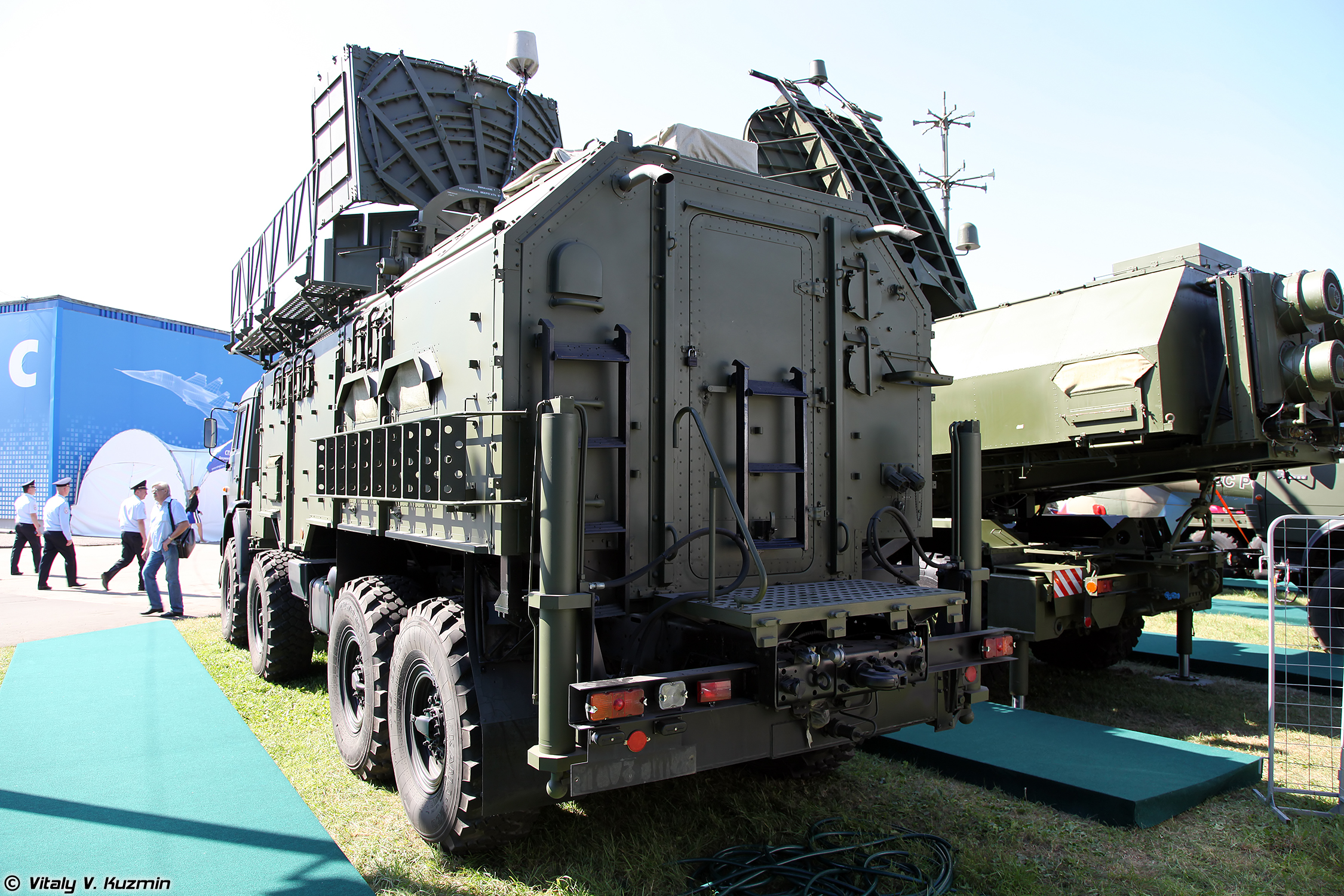
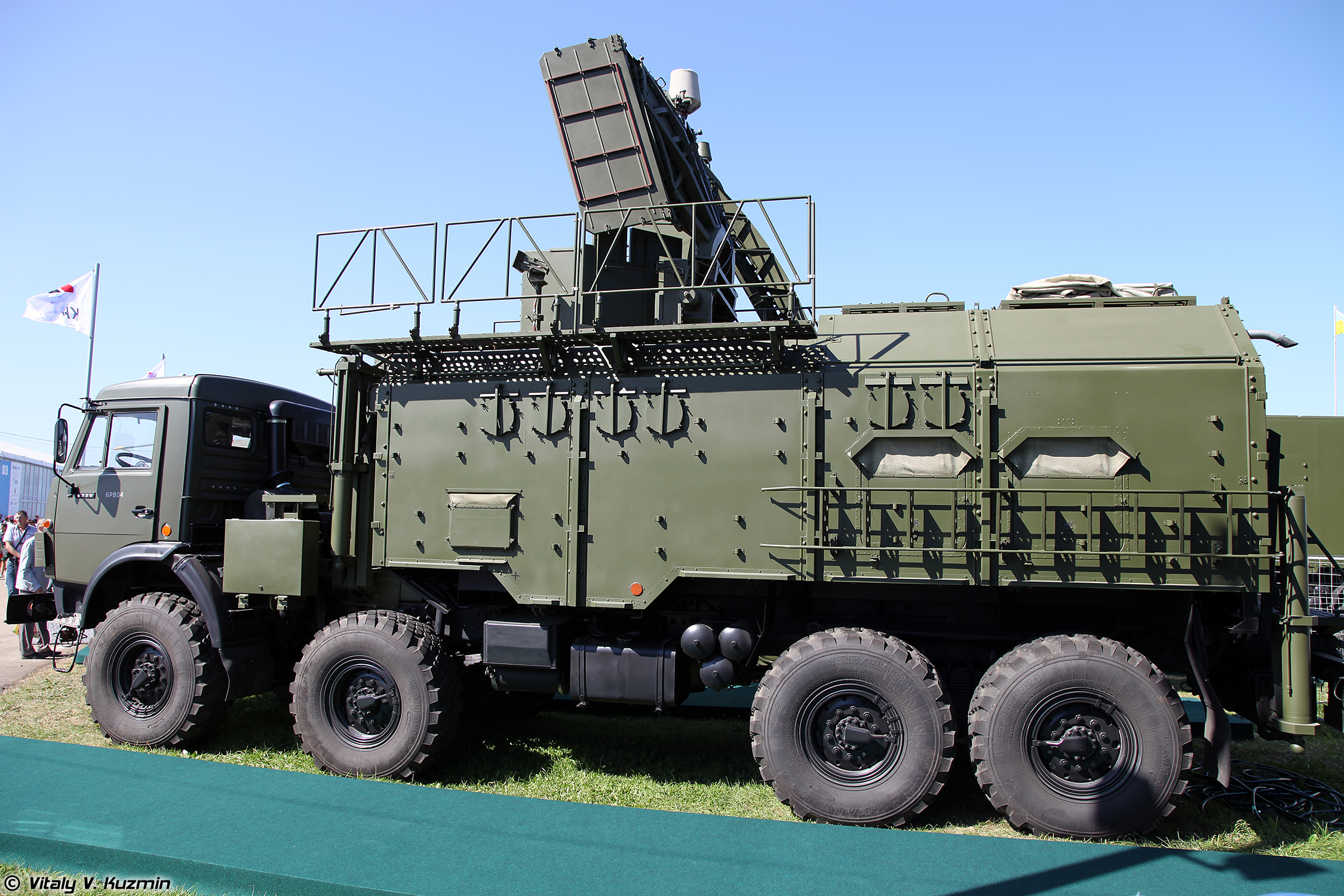

## Opérateurs
- Russie : 9 (en 2015)